# Okacha Touita
Pour les articles homonymes, voir Okacha.
Okacha Touita (en arabe : عكاشة تويتة), né le 1er juin 1943 à Mostaganem en Algérie, est un acteur, réalisateur et scénariste algérien.

## Biographie
Après une formation à l’Institut de Formation Cinématographique, il devient assistant à la réalisation et acteur, avant de passer à la réalisation de deux courts-métrages. Le second, Rue Tartarin, est présenté à Cannes et aborde déjà le thème de son premier long-métrage, Les Sacrifiés, qui obtient le prix Georges-Sadoul en 1982,.

## Réalisateur et scénariste
- 2014 : Opération Maillot (à l'occasion du cinquantenaire de l'indépendance de l'Algérie)[3],[4]
- 2007 : Morituri[5],[6]
- 1999 : Dans le feu hier et aujourd'hui
- 1990 : Le Cri des hommes
- 1986 : Le Rescapé
- 1982 : Les Sacrifiés (prix Georges-Sadoul 1982  et Mention spéciale du jury et prix du public aux journées cinématographiques d'Orléans 82 – Mostra de Venise 1982 )[7],[8]
- 1980 : Rue Tartarin (CM) (Primé au festival de Lille 81)
- 1976 : Classe normale (CM)

## Acteur
- Harraga Blues de Merzak Allouache
- Le Voyage de Selim de Régina Martial
- Pétrole ! Pétrole ! de Christian Gion
- Dialogue d'exilés de Raoul Ruiz
- La Chevauchée solitaire de P. Chamming's
- L'Idole des jeunes d'Yvan Lagrange
- Les Ambassadeurs de Naceur Ktari
- Les Transplantés de P. Matas
- Camembert (court-métrage) de M. Raysse
- L'Oniromane (court-métrage) de J.P. Ginet
- Le Grand Départ de Martial Raysse
- Cervophage à gogo (court-métrage) de Ph. Dodet

## Théâtre
En 1967 et 1968, il travaille avec le « Living Theater » (Avignon) et « Le Grand Magic Circus et ses Animaux Tristes » au théâtre de Plaisance (Paris).
- Parenthèse pour une kermesse de Jean-Jacques Aslanian